# Conquista de Shu por Wei
La Conquista de Shu por Wei fue una campaña militar lanzada por el estado de Wei contra su rival Shu en el 263 durante el periodo de los Tres Reinos de la Historia China. La campaña culminó en la caída de Shu y el equilibrio tripartito establecido en China por 40 años desde el fin de la Dinastía Han en 220. La conquista significó el comienzo de una China reunificado bajo la Dinastía Jin.

## Antecedentes
En ese momento, tres estados contendientes estaban establecidos tras el colapso de la  Dinastía Han, de 400 años, en el 220. De entre los tres, Wei en el norte fue el dominante de poder militar en términos de recursos económicos, mano de obra, y tamaño geográfico, suprimiendo a Shu en el suroeste y Wu en el sureste. Notando esto, el canciller de Shu, Zhuge Liang inició una alianza entre Shu y Wu para contraerrestar la supremacía de Wei, y comenzó una serie de desastrosos intentos de capturar la capital de Wei desde el 228 hasta la muerte de Zhuge Liang en 234. El protegido de Zhuge Liang, Jiang Wei tuvo sus propias Expediciones al Norte desde el 247 al 262. Los intentos de Jiang Wei dañaron más a Shu que aquellos de Zhuge Liang, y fueron criticados tanto por contemporáneos e historiadores recientes cómo desperdicio de hombres y recursos. Estas campañas afectaron al ya desventajoso reino de Shu, mientras su incapaz emperador Liu Shan, inducido en placeres, ignoró asuntos importantes del estado.
Mientras, en Wei, el clan Sima, a través de años de maniobras políticas, había removido a la familia imperial del poder y reducido los roles de los emperadores de Wei a meras figuras. El regente de Wei y de facto gobernante, Sima Zhao, creía que una exitosa campaña militar para reunificar China elevaría su prestigio y convencería a la corte imperial que el Mandato de los Cielos había caído en la familia Sima, lo que minimizaría la oposición de una sucesión. Disturbado por los constantes hostigamientos de Jiang Wei en las fronteras de Wei y al tanto de decaimiento interno de Shu, Sima Zhao decidió que una conquista de Shu sería un paso vital para unificar Todo Bajo el Cielo.

## La decisión de conquistar Shu

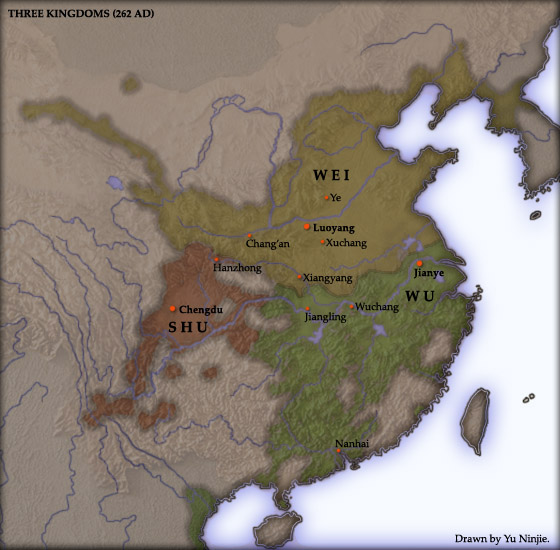
Los Tres Reinos en el 262, en la víspera de la conquista de Shu por Wei.

En el 262, Sima Zhao anunció su intención de conquistar Shu. La mayoría de sus subordinados en la corte imperial de Wei estaban encontra de dicha campaña, incluido el general Deng Ai, quien estaba en el frente enfrentando a Shu en el pasado. Contra la mayoría, Zhong Hui firmemente apoyó la campaña, y fue el factor influyente que cambió la opinión de la corte imperial. Sima Zhao consequentemente asignó a su secretario personal, Registrador Shi Cuan (师纂), como un major en el ejército de Deng Ai para "convencerlo", así Shi Cuan lo hizo y cambió la oposición de Deng Ai en apoyo.
La decisión de Wei de lanzar una campaña contra Shu primero fue el resultado de un análisis cuidadoso y estratégico. Su otro estado rival, Wu, disfrutaba de la barrera natural, el Río Yangtze, y una poderosa flota con cerca de 5000 barcos. La carencia de Wei de una poderosa flota significaba que debía tomar tiempo para construir una y entrenar a los marineros primero si se iba a atacar a Wu. Si Shu era atacado, fuerzas de Wei estarían marchando por tierra, evitando el problema que enfrentarían en la campaña contra Wu. También, con Shu fuera, Wei podría concentrar sus fuerzas en Wu sin preocuparse de ser atacados por el oeste. Shu era el más pequeño de entre los Tres Reinos, con solo 100.000- tropas, menos de la mitad de las 230.000 tropas que Wu tenía. A pesar de su pequeño tamaño, Shu había estado tomando una postura muy agresiva constantemente atacando a Wei, lo que probó ser un gran error, Sima Zhao usó esta razón para forzar a la corte de Wei a aceptar su plan.

### Estrategia de Wei
Sima Zhao hizo un plan detallado para conquistar Shu poniendo a Zhong Hui como comandante de la fuerza de expedición, mientras en un movimiento para camuflar sus verdaderas intenciones, el general Tang Zi fue puesto a cargo de construir una poderosa flota para la preparación de una campaña contra Wu. En realidad, más de 200.000 tropas serían agrupadas en Guanzhong bajo el comando de Zhong Hui, para su verdadero objectivo: la campaña contra Shu.
Wei atacaría Shu por tres frentes, con el frente occidental con el ataque principal, inicialmente atacando Hanzhong desde el Valle Xie (斜谷; sur de  Mei County, Shaanxi), el Valle Luo (駱谷), y el valle Ziwu (子午谷, sur de Xi'an, Shaanxi). Después de eso, las tres fuerzas en el frente oriental se unirían y continuarían presionando hacia el corazón de Shu. La fuerza occidental se enfrentaría a Jiang Wei en Tazhong (沓中; al noroeste de Zhugqu County, Gansu) desde cuatro direcciones y entonces se unirían con la fuerza principal. El frente central atacaría el puente Wuje (武街橋; noroeste de Cheng County, Gansu) desde Monte Qi (祁山; en Li County, Gansu), cortando la ruta de retirada de Jiang Wei, previniendo a su ejército reforzar los pasos a lo largo de la ruta de ataque

### Estrategia de Shu
Previamente, Wei Yan inventó un mecanismo de defensa para impedir y repeler a las fuerzas invasoras poniendo campamentes ocultos en las afueras y salidas de senderos que llevaban a Hanzhong. Incluso después de la muerte de Wei Yan, Shu había estado siguiendo sus arreglos, y tuvo éxito en repeler a las fuerzas de Wei todas esas veces. Sin embargo, Jiang Wei discutió sobre el diseño de Wei Yan diciendo que  "Podría sólo repeler al enemigo pero no darnos grandes ganancias." Para anticipar un ataque de Wei, Jiang Wei propuso abandonar los campamentos puestos por Wei Yan y evacuar todos los pasos en las Montañas Qinglin así las fuerzas de Wei entrarían profundo en la planicie de Hanzhong, dónde las desgastadas fuerzas de expedición estarían vulnerables a un contraataque de Shu al retirarse.Jiang Wei aseguró al emperador de Shu Liu Shan que era para lograr una victoria decisiva previamente no obtenida cuando se mantenían a la defensiva en las montañas Quinling.  Esta estrategia, sin embargo, demostró estar errada cuando Wei movilizó fuerzas en una forma que Jiang Wei no imaginaba, como luego el curso de eventos mostraría.
En la víspera de la invasión de Wei, Jiang Wei había recibido inteligencia de que Wei lanzaría una gran ofensiva y escribió a la corte imperial en Chengdu, instando a Liu Shan de enviar a Liao Hua al paso Yang'an (陽安關) y Zhang Yi a Yinping (陰平). Liu Shan, sin embargo, confió en su eunuco Huang Hao, quien creía en brujerías. Huang Hao creía que Wei no se atrevería a atacar a Shu y esta creencia fue "confirmada" por médico brujo cuando se le preguntó. Como resultado, la carta de Jiang Wei fue mantenida en secreto para evitar "pánico innecesario", y nadie más supo de esto.Sin embargo, pensandolo de nuevo, Liu Shan envió a Liao Hua y Zhang Yi antes que el enfrentamiemto comenzara.

## La campaña

### Preludio
En el otoño del 263, una orden de invadir Shu fue formalmente emitida por la corte imperial de Wei. Xu Yi (許儀), hijo de Xu Chu, estaba a cargo de construir los caminos para el ejército de Wei. Sin embargo, el camino estaba pobremente construido y uno de los puentes casi se rompe cuando Zhong Hui estaba cruzando. Como resultado, Xu Yi fue ejecutado bajo las órdenes de Zhong Hui, y todos estaban conmocionados. Habiendo hecho eso, Zhong Hui estableció su autoridad y el camino fue construido mucho más eficientemente.
Cuando Wei movilizó sus tropas en septiembre del 263, el plan de Jiang Wei funcionó—solo lo primera mitad que las fuerzas de Wei avanzaron sin oposición hasta llegar a la fortaleza de Han (漢; localizada en Condado Mian, Shaanxi) y Yue (樂; localizada en Chenggu County, Shaanxi), que serviría como carnada para atraer al enemigo.
En adición de redesplegar sus tropas hacia las fortalezas Han y Yue, Shu también pidió ayuda de Wu quienes respondieron rápidamente atacando a Wei en el este esperando que Wei cambir su enfoque y abandone su campaña contra Shu. El general a cargo de Wu, Ding Feng, lideró la mayor parte del ejército de Wu a atacar Shouchun, mientras los generales de Wu Liu Ping (留平) y  Shi Ji (施績) atacaron la comandería de Nan (南郡), mientras Ding Feng (hermano menor del ya mencionado Ding Feng) y Sun Yi (孫異) atacaron Mianzhong (沔中). Sin embargo, como Wei estaba preparado, dichos ataques fueron más bien inefectivos y no afectaron curso de la guerra.

### El avance de Zhong Hui
El frente oriental de la campaña, dónde el avance principal estaba, no avanzó como Jiang Wei esperaba. Cuando Zhong Hui alcanzó las dos fortalezas de Han (guardadas por Jiang Bin (蔣斌)) y Yue (defendida por Wang Han (王含)), él no cayó en la trampa de desgastarse. En su lugar, Zhong Hui simplemente dividió sus fuerzas en dos destacamentos para asediar las dos fortalezas y proseguir rápidamente. El general de vanguardia de Wei, Li Fu (李輔) se le fue asignado 10,000 tropas para asediar Yue, mientras General Who Protects the Army Xun Kai (荀愷) fue asignado otras 10,000 tropas para asediar Han. Ambos comandantes de Shu demostraron ser incapaces de seguir las estúpidas órdenes de Jiang Wei de solo defender la ciudad y dejar ir a la fuerza principal enemiga.
Como se mencionó antes, el emperador de Shu Liu Shan había enviado a Liao Hua a Tazhong. Eso fue contra el punto de vista de Jiang Wei de reforzar Yinping (陰平), porque la primera prioridad de Liu Shan era de sacar a Jiang Wei de una posible aniquilación. Las fuerzas de Jiang Wei, a pesar de haber sufrido algunas derrotas por parte de los generales Wei generals Wang Qi (王頎) y Yang Qu (楊趨), fue capaz de evitar la total destrucción por su propio ingenio. Cuando Jiang Wei estaba retrocediendo, sus fuerzas estuvieron una vez en peligro de ser aplastadas cuando el perseguidor Yang Qu se encontraba cerca de alcanzarlo mientras otra fuerza de Wei bajo el comando de Zhuge Xu (諸葛緒) bloqueó su camino en el puente Yinping. Para engañar a Zhuge Xu a abrir el pasaje, Jiang Wei llevó a sus hombres desde el valle Konghan (孔函谷; suroeste Distrito Wudu, Gansu) a la retaguardia de las fuerzas de Zhuge Xu, aparentando estar cortando su ruta de escape. Temiendo que esto pueda pasar, Zhuge Xu ordenó a sus tropas retirarse 15 km y Jiang Wei immediatamente se dio la vuelta y cruzó el puente.Una vez Zhuge Xu entendió que fue engañado, las fuerzas de Jiang Wei ya se habían alejado demasiado y fue imposible alcanzarlo. Sin embargo, cuando Jiang Wei se retiró a salvo, él solo percibiô el inminente ataque de Zhong Hui, e incluso tomó las tropas locales en Yinping hacia Guancheng, debilitando adicionalmente la defensa en Yinping. Este error fue decisivo en la posterior operación de Deng Ai, que trajo la caída de Shu.
En semanas, Zhong Hui rápidamente llegó en Yang'an. Ahí, Dong Jue y Zhang Yi pusieron algo de resistencia, pero la inferior mobilización militar y recursos humanos ayudó a Zhong Hui a lograr una rápida victoria sobre ellos. A pesar de ganar grandes porciones de tierra, la longitud de la línea de provisiones de Zhong Hui se hizo más larga mientras sus fuerzas se adentraban más en el territorio enemigo. Si un problema de logística surgía, Zhong Hui podía verse forzado a retirarse, perdiendo todos los territorios recientemente ganados. Por lo tanto, Zhong Hui envió su vanguardia, Hu Lie (胡烈), para tomar Guancheng, dónde las fuerzas de Shu almacenaban su suministro de alimentos. Anteriormente, el comandante de Shu en Wuxing, Jiang Shu, había tenido un rencor furtivo contra la regencia de Shu cuando fue puesto bajo las órdenes de Fu Qian. Una vez Hu Lie llegó en Guankou, Fu Qian y Jiang Shu discreparon en la forma en que deberían defender. Jiang Shu, usabdo el pretexto de enfrentar a las fuerzas de Wei fuera de las puertas, llevó a sus originales subordinados fuera del paso y se rindió a Hu Lie. Además, Jiang Shu abrió las puertas y dejó al enemigo entrar cuando Fu Qian bajó su guardia. Fu Qian ferozmente resistió al enemigo pero fue asesinado y Zhong Hui adquirió la mayor parte de los suministros almacenados en Guancheng. Así, el problema de provisiones de Zhong Hui fue temporalmente resuelto. En ese momento Zhong Hui encalló en Guankou, Jiang Wei aún se mantenía persistente en su camino a la batalla. Cuando supo que Guancheng fue tomado, Jiang Wei espontáneamente cambió su destino hacia Jiange (劍閣; present-day Jiange County, Sichuan), dónde esperaba que el gran pasaje pudiera resistir a los enemigos.
Tomando un descanso de la batalla, Zhong Hui pasó algo de tiempo visitando la tumba de Zhuge Liang y personalmente escribió a Jiang Bin, quien estaba ocupado protegiendo la fortaleza de Han, diciéndole que el ya había rendido sus respetos a Zhuge Liang en su tumba. Zhong Hui quería demostrar que podía ganar esta guerra con facilidad, así que le dijo a Jiang Bin que el quería rendir respetos Jiang Wan, el padre de Jiang Bin, y preguntó a Jiang Bin dónde estaba la tumba de Jiang Wan's. Rehusando a conceder, Jiang Bin respondió cortésmente que su padre murió en el condado de Fu County (涪縣), y Zhong Hui podía rendir sus respetos a Jiang Wan en su camino al oeste. El condado de Fu estaba a casi 500 km al oeste del paso Yang'an, profundo en el corazón de Shu, y la respuesta de Jiang Bin era una muestra de confidencia de que el ejército de Wei no podría pasar Jiange. De hecho, Jiang Bin exitosamente se mantuvo contra Zhong Hui y solo fue hasta después de la rendición de Liu Shan que él eventualmente se rindió. A pesar de este revés menor, el glorioso logro de tomar Hanzhong fue suficiente para Sima Zhao para finalmente aceptar el título de "Duke de Jin" (晉公) en Luoyang en octubre 22, 263 después de rechazar las seis ofertas de la corte imperial de Wei. Sin embargo, la continua presión de Zhong Hui hacia Chengdu fue finalmente detenida en la guarnición de Jiange donde las derrotadas fuerzas de Shu se reagruparon, así un estancamiento fue alcanzado.

### La táctica de Deng Ai

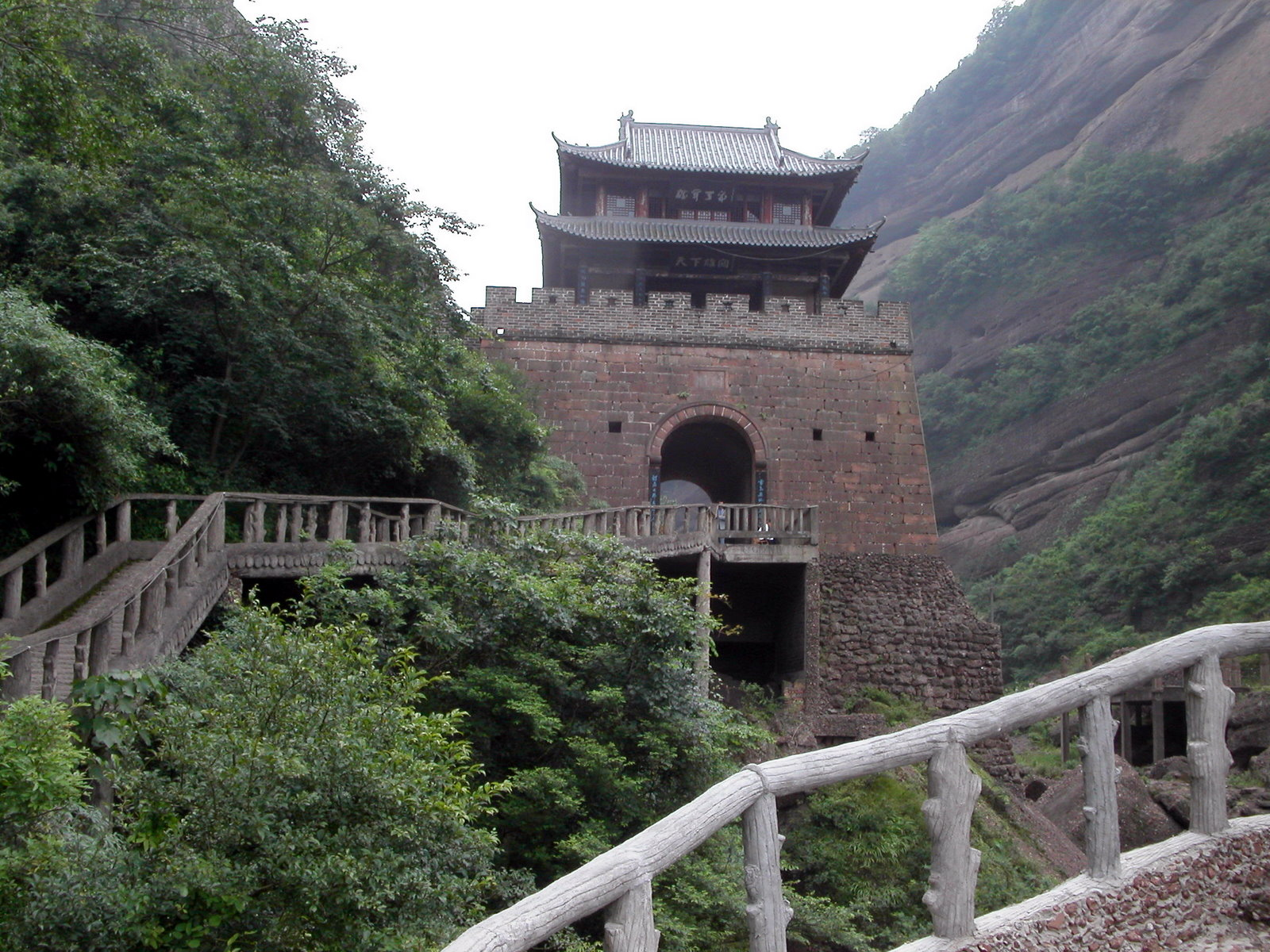
Una reconstrucción del Paso de Jianmen en el Condado de Jiange, Sichuan

Anteriormente, cuando Deng Ai alcanzó Yinping, le pidió a Zhuge Xu unirse a él para pasar Jiange atacando directamente Chengdu vía Jiangyou. El plan de Deng Ai fue rechazado por Zhuge Xu por ser demasiado ambicioso; él prefirió un acercamiento más cauto.
Diciendo que su trabajo era de destruir las fuerzas lideradas por Jiang Wei, Zhuge Xu llevó a sus hombres hacia el este para unirse a Zhong Hui. Sin embargo, Zhong Hui quería unir sus tropas junto con las del cobarde Zhuge Xu, así que secretamente reportó a la corte imperial de Wei acerca de la cobardía de Zhuge Xu en cuanto a cooperar con Deng Ai, y como resultado, Zhuge Xu fue atado en una jaula y enviado de regreso a la capital de Wei Luoyang, mientras todas sus previas tropas fueron tomadas por Zhong Hui. Sin embargo, la fortificada superioridad numérica demostró no ser de ayuda cuando se está contra la ventaja geográfica mantenida por los defensores: Monte Dajian (大劍山) y Monte Xiaojian (小劍山) en Jiange permitieron que las 50.000 fuerzas fortificadas de Jiang Wei pudiesen aguantar contra las 130.000+ de Zhong Hui, y mucho más importante, las provisiones de tan gran ejército comenzaban a acabarse y Sima Zhao una vez quiso dar la orden de retirada. Sintiendo que la estrategia de Deng Ai no tenía chances de éxito, Zhong Hui accedió a dejarlo aventurarse hacia Jiangyou, e incluso asignó a sus propios hombres bajo el comando de Tian Zhang a unirse a la operación de Deng Ai.
La ruta que Deng Ai escogió era casi intransitable y todo lo que el enemigo tenía que hacer era estar cubrirse detrás de las paredes de la ciudad. Las fuerzas de Deng Ai probablenlmente serían aniquiladas mucho más rápido si el enemigo se aventuraba a atacarlos, por ello las fuerzas de Deng Ai tenían que viajar por cerca de 350 km de terreno intransitable, sin ningún camino, quedando de esta forma con poco o nada de caballos y provisiones. Las tropas exhaustas serían un blanco fácil. Sin embargo, ahí había ventajas: siendo que el camino que Deng Ai escogió era considerado intransitable, Shu no desplegó nada de tropas a lo largo del camino. Además, después de que el estancamiento fue alcanzado en Jiange y las fuerzas de Zhong Hui comenzaron a tener problemas de provisiones, Shu estaba confidente de que las fuerzas de Wei se retirarían. Como resultado, ninguna tropa fue desplegada para fortificar la defensa de la capital de Shu, Chengdu, y la petición del general Huo Yi para llevar sus fuerzas a reforzar la capital fue denegada junto con todss las peticiones similares. Para aumentar la moral y confidencia de sus hombres, Deng Ai lideró personalmente el camino.
Después de que las fuerzas de Deng Ai alcanzacen Jiangyou luego de llegar a salvo habiendo atravesado 350 km de viaje en octubre 263, el Administrador de Jiangyou, Ma Miao, estaba tan sorprendido por la repentina aparición de Deng Ai, cientos de millas por detrás de las líneas frontales y profundo en el corazón de Shu, que él se rindió sin luchar. Esto proveyó mucho descanso necesitado y provisiones que las fuerzas de Deng Ai necesitaban desesperadamente y después de tener ambas, Deng Ai lideró sus fuerzas continuando su travesía hacia Chengdu. La repentina aparición de las fuerzas de Deng Ai tan cerca de la capital y la caída de Jiangyou shockearon a Liu Shan. Zhuge Zhan, hijo de Zhuge Liang, había liderado un ejército al condado de Fu en ese momento, pero él estaba muy asustado como para enfrentar al enemigo, cuando Huang Chong instó a Zhuge Zhan a asegurar terreno ventajoso antes de que Deng Ai llegase a una llanura plana, Zhuge Zhan simplemente no sabía que hacer. Cuando Huang Chong lloró, Zhuge Zhan calmó a este enviando a su vanguardia a entrar en combate, pero fue inmediatamente destrozada. Por miedo, Zhuge Zhan huyó de la batalla y pidió a Liu Shan que le envie ayuda. Liu Shan envió a sus últimos hombres disponibles al altamente fortificado Paso de Mianzhu  (綿竹關), donde Zhuge Zhan se calmó y se preparó a defender.
Cuando Deng Ai siguió a Zhuge Zhan hasta Mianzhu, le dio una última oportunidad de rendirse y le prometió que él iba a recomendarlo para ser el "Rey de Langye". Sin embargo, Zhuge Zhan ejecutó al mensajero de Deng Ai, salió de la fortaleza, y supuestamente arregló la Formación de Ocho Trigramas perfeccionada por Zhuge Liang. Deng Ai inicialmente atacó la formación de Zhuge Zhan en movimiento de pinzas, con su hijo Deng Zhong a la derecha y Shi Cuan a la izquierda. Sin embargo, el ataque inicial fue repelido y el enfurecido Deng Ai ordenó un ataque por todos los flancos, y amenazó con decapitar a ambos comandantes si su segundo ataque también fallaba. El segundo ataque fue exitoso, completamente derrotado al enemigo. Los comandantes de Shu incluyendo a Zhuge Zhan, su hijo Zhuge Shang, Secretarios Imperiales Huang Chong y Zhang Zun, y "Comandantes Derechos del Bosque Emplumado", Guardias Imperiales Li Qiu (李球) fueron todos asesinados (muertos en acción). La derrota de Zhuge Zhan en el Paso de Mianzhu y la subsequente caída de la ciudad significó que la puerta trasera a Chengdu estaba abierta, y Deng Ai marchó hacia la capital de Shu después tomando el condado de Luo (雒縣; norte de Guanghan, Sichuan) en su camino.

### La caída de Shu
Mientras otras fuerzas de Shu como esas lideradas por Jiang Wei estaban cientos de millas lejos, Shu fue incapaz de juntar más fuerzas para defender su capital, y los subordinados en la corte imperial estaban divididos entre qué hacer en su pánico. Algunos habían sugerido huir al sur hacia Nanzhong (border region of present-day southern Sichuan, Yunnan y Guizhou) Mientras que otros habían sugerido huir a Wu, pero el futuro de ambos era desolado e incierto en el mejor de los casos.
Uno de los hijos de Liu Shan, Príncipe de Beidi Liu Chen, recomendó la resistencia, sugiriendo que ellos todavía tenían una oportunidad, dado que las fuerzas de Deng Ai se habían agotado asimismos después del peligroso viaje. Sin embargo, Liu Shan ignoró este consejo, y Liu Chen, en desesperación, mató a su esposa e hijos y luego se suicidó en el templo ancestral. Finalmente, Liu Shan aceptó el consejo de Qiao Zhou de rendirse y envió a Zhang Shao (張紹) el segundo hijo de Zhang Fei, and Deng Liang (鄧良), hijo de Deng Zhi, el condado de Luo para informar a Deng Ai que iba a rendirse, cargando el Sello Imperial de Shu. En noviembre de 263, Liu Shan tenía ambas manos atadas a su espalda, y un cofre detrás de él, con más de cinco docenas de subordinados esperando, formalmente rindiéndose a Deng Ai fuera de Chengdu, marcando el fin de Shu. Deng Ai aceptó la rendición desatando a Liu Shan y quemando el cofre.
Jiang Wei, mientras tanto, estaba conteniendo a Zhong Hui en Jiange. Él primero descubrió las noticias de la desastrosa derrota de Zhuge Zhan pero falló en saber lo que le había ocurrido al emperador Liu Shan.  Entonces decidió retirarse de Jiange, para evitar ser atacado por el enemigo por frente y retaguardia, y exitosamente perdió de vista a las fuerzas de Zhong Hui cazandolo una vez llegado a Bazhong.  Al llegar al condado de Qi  (郪縣; en el condado Shehong, Sichuan), Jiang Wei recibió la orden imperial de Liu Shan ordenandole que se rinda, entonced obedeció rindiéndose a Zhong Hui en el condado de Fu.
El último enfrentamiento de Shu no fue contra Wei sino contra Wu en el borde oriental entre Shu y Wu el general Sheng Xian, usando de pretexto de asistencia y apoyo, lideró a su ejército hacia la guarnición de Shu en Yong'an para levantar las defensas de Wu a lo largo del Río Yangtze capturando la región. El Administrador del Badong, Luo Xian, decidiendo que sus aliados de Wu no podían ser confiados, puso una fiera defensa contra Wu y se sometió a Wei, honrando la última orden del emperador Liu Shan. Las tropas de Wu bajo Lu Kang asediaron la guarnición por seis meses antes que debieron retirarse cuando Hu Lie de Wei amenazó la línea de comunicación de Wu.
Muchos refugiados como nobles y tropas huyeron al oeste Sassania Persa cuando Shu cayó.